# استون کی پارتنرز
استون کی پارتنرز (انگلیسی: Stone Key Partners) شرکت خدمات مالی آمریکایی است، که در سال ۲۰۰۸ تأسیس شد.